# Speed of Sound (álbum de Anvil)
Speed of Sound es el noveno álbum de estudio de la banda de heavy metal canadiense Anvil, publicado el 1 de febrero de 1999.

## Lista de canciones
Todas las letras escritas por Steve "Lips" Kudlow, toda la música compuesta por Anvil. 
| N.º | Título                    | Duración |  |
| 1.  | «Speed of Sound»          | 3:43     |  |
| 2.  | «Blood in the Playground» | 3:39     |  |
| 3.  | «Deadbeat Dad»            | 3:55     |  |
| 4.  | «Man over Broad»          | 2:35     |  |
| 5.  | «No Evil»                 | 5:29     |  |
| 6.  | «Bullshit»                | 3:25     |  |
| 7.  | «Mattress Mambo»          | 5:23     |  |
| 8.  | «Secret Agent»            | 3:54     |  |
| 9.  | «Life to Lead»            | 4:05     |  |
| 10. | «Park That Truck»         | 3:32     |  |

## Créditos
- Steve "Lips" Kudlow – voz, guitarra
- Ivan Hurd – guitarra
- Glenn Gyorffy – bajo
- Robb Reiner – batería